# Flechette (muniție)

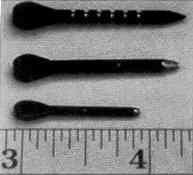
Niște flechette.

Un flechette este un proiectil de oțel, cu o coadă paletată pentru a face un zbor stabil când lansat. Numele vine din franceza fléchette, ce înseamnă "săgeată mică". Acest tip de glonț este folosit din primul război mondial. Utilizarea de flechette într-o confruntare armată este controversată și este considerată de unii ca o încălcare a drepturilor omului. Există diverse tipuri de flechette, de la cele pentru puști de calibru mare până la cele pentru rachete de elicopter sau pentru artilerie. Acest tip de muniție este folosit și în puști cu țevi lise, în loc de alice.